# 砂金 (崩壞：星穹鐵道)
砂金是米哈遊開發的電子遊戲《崩壞：星穹鐵道》中的虛構角色，他是遊戲中虛構組織星際和平公司「戰略投資部」十名高階管理人員之一。在主線劇情中，砂金奉命收回星際和平公司對遊戲中虛構星球匹諾康尼之控制，歷經夢境入侵、交涉、內部暗算與激戰，其狡詐的計謀使其得以攪動局勢、贏取談判籌碼，最終為星際和平公司奪取匹諾康尼股權打下基礎。砂金既是可玩角色，同時也作為反派頭目角色在劇情中登場，其隨機「比點數」的玩法機制展現其賭徒特質。
砂金受到評論員較為正面的評價，包括砂金的賭徒人設、在劇情中展現出的成長弧光，以及引申出對存在主義與虛無主義的哲學思考等。遊戲中與砂金相關劇情採用的多線敘事手法也受到讚揚。砂金在玩家群體中也受到喜愛，甚至砂金石也被帶動成為熱門遊戲周邊。

## 創作及設計
砂金最早在遊戲1.4版本（2023年10月11日）更新的主線任務「冬夢激醒」中以畫外音的形式登場，此前僅在名為「宇宙市場趨勢」的武器背景故事中出現。砂金在遊戲2.0版本的主線任務「喧嘩與騷動」中作為非玩家角色正式亮相。米哈遊於2024年1月24日釋出砂金的角色立繪，正式預告其將成為可玩角色；4月中旬釋出砂金的角色背景故事預告片、角色玩法預告片。米哈遊還為砂金推出名為「命運從未公平」的專屬武器。在遊戲外，日本女性雜誌《An An》及《PASH!》還於2024年4月以砂金接受採訪的文體刊載了角色介紹。
在遊戲主線劇情中，砂金還作為頭目角色登場。為了展現其賭徒的特質，也為了提高遊戲難度、讓玩家思考遊戲策略，製作組決定加入了類似「盲注」的玩法，砂金在戰鬥中隨機與玩家展開「比點數」遊戲，根據雙方點數大小來決定在戰鬥中獲得的增益和減益效果。
砂金的日語配音為河西健吾，他同時也是《鬼滅之刃》時透無一郎、《Dr.STONE 新石紀》淺霧幻的配音員。砂金的華語配音為楊超然，韓語配音為朴俊元，英語配音為卡姆登·蘇特科斯基。

## 作品中表現

### 角色故事
砂金原名卡卡瓦夏。作為在其母星大屠殺中唯一的倖存者、氏族末裔，砂金因頑強進取，屢屢在逆境中「幸運」地翻盤，而被奴隸主相中成為奴隸。砂金脖子上的條形碼即為奴隸的商品編號。奴隸主讓奴隸自相殘殺，砂金頑強倖存，並反殺了奴隸主。他因詐騙星際和平公司的財產遭其逮捕，被公司下屬部門「戰略投資部」高管翡翠親自審訊，獲其賞識後罪行得以赦免，還受邀加入戰略投資部。經受以性命為代價的考驗後，砂金晉升為戰略投資部高管之一，被戰略投資部主管「鑽石」賜予名為「砂金」的具有其部分權能的寶石（稱為「基石」），他的代號「砂金」也由此得來。基石為「詭弈砂金」。
在遊戲主線劇情中，砂金和公司顧問真理醫生同行，受命前往星際和平公司以前的屬地——以夢境聞名的星球匹諾康尼，意圖收回公司對匹諾康尼的控制權。匹諾康尼的當權者星期日對砂金的目的有所耳聞，故不許砂金進入匹諾康尼的夢境。為展示誠意換取進入夢境的機會，砂金被迫將隨身攜帶的基石和行李交與星期日。進入夢境後，砂金與真理醫生分頭行動。砂金與其他遊客試圖達成合作，卻處處碰壁，不過也因而瞭解到匹諾康尼管理層內存在質疑者——知更鳥。一番搜尋之後，砂金找到了知更鳥，卻正好撞見了她在夢境中的死亡。無計可施的砂金轉向與同為遊客的主角接觸，藉助「知更鳥死亡」的情報，他與主角達成合作。
另一邊，真理醫生按照砂金的計劃拜見了星期日。真理醫生向星期日表達了「叛變」的意願，還向其透露「砂金藏匿了兩枚基石」。得知情報的星期日大喜，提出希望會見砂金。在會議中，砂金試圖通過花言巧語從星期日手中拿回基石，星期日則藉助真理醫生的情報，戳破了砂金的計謀，羞辱了砂金一番，還運用能力限制了砂金的行動，讓砂金帶著行李離開。即便如此，砂金的計謀還是更勝一籌。星期日未能料到，砂金其實在行李中藏匿了第三枚基石，砂金的醜態和真理醫生的「叛變」都為障眼法，砂金藉此得以利用第三枚基石開展行動。之後砂金得知，匹諾康尼管理層在深層夢境藏有不願為人所知的真相，因此砂金尋找進入深層夢境的方法，希望透過這些秘密要挾管理層，以便收回控制權。砂金看中了與主角團一起行動的虛無令史黃泉，他運用基石的權能，與主角團等人翻臉、開戰，逼迫黃泉出手斬破夢境，將砂金帶入深層夢境，但基石在衝擊中被徹底粉碎。得到深層夢境秘密的砂金被另一位遊客所救，回到現實。
最後，與砂金協作的戰略投資部眾人收回了前兩枚基石，並藉助砂金揭露的真相，脅迫匹諾康尼的管理層出賣股權，達成了奪取匹諾康尼控制權的目的。基石被毀，故戰略投資部主管鑽石召開會議，討論是否將砂金逐出，後由另一位高管出手將砂金的基石修復好，留下砂金。

### 角色玩法
砂金是5星存護命途的虛數屬性角色。砂金的小技能可以為己方全體添加護盾。砂金的被動技能為在己方受到一定次數攻擊時進行反擊，此機制屬於「追加攻擊」（即回合制遊戲中在特定條件下觸發回合外的攻擊的機制）。砂金的大招可以在攻擊對方的同時為戰鬥添加增益效果。

## 反響及評價

### 角色設計
在角色造型設計方面，聯合新聞網評論員希洛表示，砂金雖比較英俊，但其上衣的開襟還是有點「太刻意」，不太符合主流審美觀對男性可玩角色的期待。3DMGAME評論員廉颇認為砂金在形象設計上並不討喜，華麗的衣著、精美的面容、藍紫相間的眼眸都符合玩家對紈絝子弟的刻板印象；難以捉摸的性格、言行舉止的試探都散發著讓人難以心安的狡詐，令玩家初見就感到不適。
在角色的劇情塑造上，17173網編輯多肉、雅虎新聞評論員顧茵都表示遊戲採取的多線敘事有助於塑造砂金的人物形象，玩家在劇情中通過第一人稱視角，經歷和感受砂金的故事。Game Rant評論員稱讚主線劇情對砂金的描寫，表示遊戲中對角色掙扎和動機的深入刻畫，賦予了砂金更多維度。許多玩家將砂金視為反派角色，但在體驗劇情故事後，對其從懷疑變為同情。Siliconera編輯長將兩位主要角色砂金與黃泉相提並論，表示砂金雖然被立為反派陣營的角色，但他才是真正的明星，甚至比黃泉更出彩。砂金悲慘的為奴生涯令人感動，與星期日等人斡旋時的陰謀交鋒令人緊張，而劇情中與真理醫生的互動則頗有喜劇色彩，打破了此前玩家對其平面角色的印象。
遊戲2.0版本的主線劇情主要介紹了砂金初入匹諾康尼，與其他角色互動、探查夢境內的蛛絲馬跡的故事。对于這部分劇情，廉颇表示，砂金主要作為劇情中的反派、小丑存在。砂金作為反派陣營星際和平公司的高管，在主線劇情中的動機是拿下匹諾康尼大權，又是以出手闊綽、個性張揚的紈絝子弟、賭徒形象登場，這樣的設定從一開始就不討喜。一方面，砂金的邪惡面在劇情中充分展現，為了進入匹諾康尼，砂金可以面不改色地撒謊或撕毀協議以爭取更多談判的籌碼。另一方面，砂金的屢次失誤和「吃癟」也讓玩家吊起胃口，期待其表現。
遊戲2.1版本的主線劇情主要圍繞砂金與星期日、主角團、黃泉的鉤心鬥角展開，還以回憶閃回的形式穿插介紹了砂金的背景故事。对于這些劇情，顧茵稱讚其達到了前所未有的情緒高峰，讓他對砂金有了180度的改觀。他在劇情中十分信任同事，這種態度令人動容。廉颇認為砂金是截至遊戲2.1版本所有登場角色中成長弧光最完整的角色，稱讚其具有「不同於以往任何高光角色的獨特魅力」，劇情的前後轉折以及貫穿角色成長曆程的情節鋪墊，讓角色人物弧光得到充分的展現。廉颇评论道，在2.1版本主線劇情中，隨著砂金的視角，劇情回顧了砂金從出生到幼年再到青年时期经历的一连串悲惨遭遇，通過讓玩家窺探砂金內心「支離破碎的過去」來展現砂金徘徊於存在與虛無之間極度矛盾的內心。砂金作為氏族末裔，母親和姐姐對他的寄託和祝福支撐他必須活下去。但他同時也長期陷入對生命意義的迷茫，認為或者沒有意義，甚至願意拿命來做賭注；他長久以來渴望獲得死亡，解脫悲慘的命運。最終在劇情的高潮，砂金直面多年困擾自己的關於存在主義與虛無主義的終極命題：既然死亡為必然，那麼為何要為了死亡而出生在世界上。劇情藉助另一位角色黃泉，點出對問題的解答：雖然死亡的結局已定，但是每個人走向結局的路卻不盡相同，因此每個人的結局都將會展現出不同的意義。砂金決定放下過去，立志成為埃維金人的驕傲，到此砂金角色的成長弧光得到了完整的呈現。

### 角色玩法
在角色玩法設計上，廉颇認為砂金的技能設計體現出他身上「幸運」和「存護」兩種特質。他的戰鬥外技能以砂金操作老虎機的形態展現，當砂金搖出三個黑桃花色時獲得的增益效果最多；砂金的大招的演出動畫則展示了砂金在輪盤上擲骰子並獲得「盲注」點數。這些帶有隨機性的機制充分展現了砂金的賭徒特質和狂熱的不顧危險的性格。
在角色玩法體驗上，4Gamers評論員許可、雅虎奇摩遊戲編輯部、顧茵都稱讚砂金兼具保護全隊、防止單個隊友被擊殺的能力，相當破格；砂金提供的護盾十分強力，如果敵方不足以造成足夠傷害，護盾難以被破除。許可、香港01評論員林卓恆指出砂金是「追加攻擊」玩法體系的最後一塊拼圖，在其他隊伍也具有一定泛用型。顧茵、還稱讚砂金的攻擊能力，可以提供可觀的追擊傷害。

### 文化影響
砂金受到玩家的喜愛，玩家通過繪製二次創作畫作來表達對砂金的喜愛。Game Rant援引數據分析網站Sensor Tower的資訊，指出砂金作為可玩角色推出當月，《崩壞：星穹鐵道》共取得了1.09億美元營收。據《解放日報》報道，在《崩壞：星穹鐵道》2.1版本主線劇情中，遊戲提到了砂金石與翡翠的外形相似但價格懸殊，一些玩家受到啟發，購買砂金石作為遊戲周邊，使得砂金石在網路電商平臺爆火；一些店家還為商品標註上「小孔雀」標籤（遊戲中其他角色給砂金起的外號），或是在商品介紹中加入砂金在遊戲中的名臺詞。《解放日報》稱讚遊戲對砂金的塑造拉動了消費增長，為砂金石賦予了文化附加值。據Siliconera報道，有中國玩家在大連森林動物園認養了一隻藍孔雀，為其取名為「砂金」，以表達對砂金的喜愛。

#### 聯動
米哈遊與Good Smile Company聯動推出了砂金形象的黏土人。米哈遊還與日本眼鏡品牌Zoff推出包括卡芙卡、丹恆·飲月、黄泉、砂金4種款式的聯名眼鏡。米哈遊在2024年8月與中信銀行聯動發行了以砂金、托帕為主題的借記卡卡面。

## 外部連結
- YouTube上的《崩坏：星穹铁道》砂金角色PV——「金手指」
- YouTube上的《崩坏：星穹铁道》星旅一瞬：「命运从未公平，但……」
- YouTube上的《崩坏：星穹铁道》星旅一瞬：「非零和博弈」